# 스티츠 DS-1

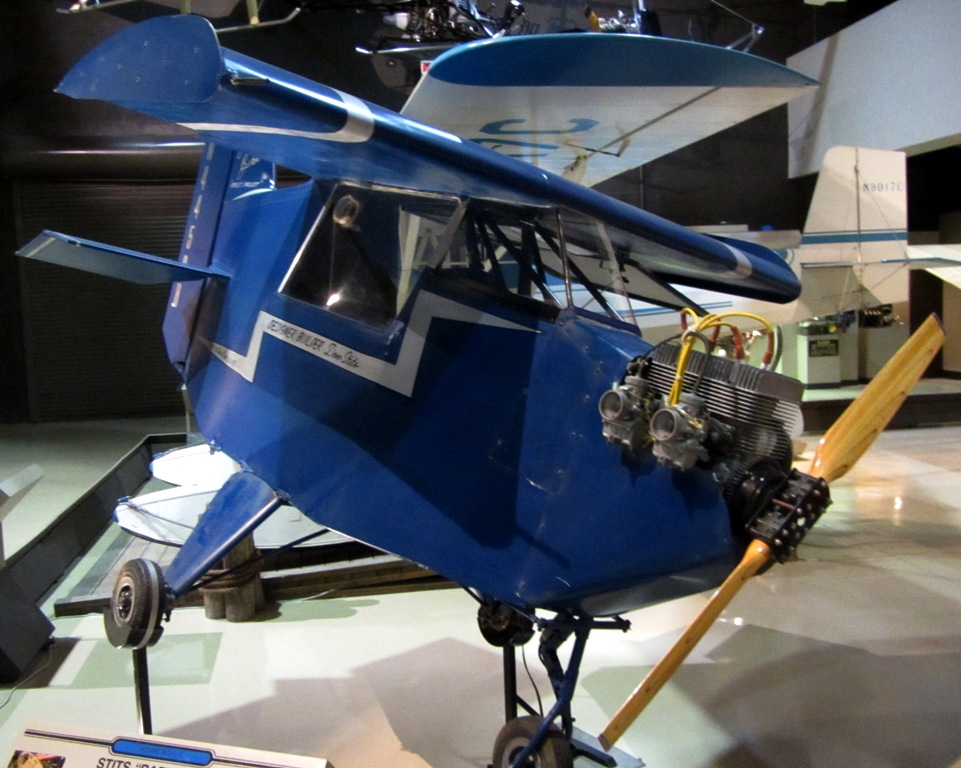
스티츠 DS-1

스티츠 DS-1 베이비 버드(Stits DS-1 Baby Bird)는 세계에서 가장 작은 항공기의 지위를 달성하기 위해 가정에서 만든 항공기이다. 베이비 버드는 1984년 기준으로 기네스북 세계 기록에 "세계에서 가장 작은 비행기"로 이름을 올렸다. 이 타이틀은 나중에 "세계에서 가장 작은 단엽기"로 정의되었는데, 로버트 스타 범블 비(The Robert Star Bumble Bee)가 세계에서 가장 작은 비행기가 되었기 때문이다.